# 腹上死
腹上死（ふくじょうし）とは性交中に突然死することを指して言う言葉である。ただし腹上死というとやや俗な意味が強く、医学的には性交死（せいこうし）と表現される。

## 概要
腹上死の元の意味は男性が性交中に女性の腹の上、すなわち正常位の体勢で死に至る事を形容して使われた言葉で、その原型とみなされるものには『洗冤集録』中に意訳すると「男子が過度に励んだ結果として婦女の上で消耗し死ぬこと」という趣旨の記述が見出せる。他の体位、死者が女性でも用いることがあり性交死と同じように用いられる。
なお実際に性交中に死亡することは珍しく、むしろ行為を終えた直後から数時間内に死亡することが多い。また、自慰行為によって同様の死にかたをする者が腹上死による死亡者の約8％を占めるといわれる。
公式な死亡診断などに「死因：腹上死」などと記載される事は無いが、しばしば（家族にとっては特に）不名誉な死に方として扱われる。他方、冗談やシャレの範疇で最高の理想の死に様（男子の本懐）と解する向きもあり、例えばビートたけしは自身の監督作品『Dolls』記者会見で「監督にとって“究極の愛”とは？」と記者に問われた際に端的に腹上死と答えている。相手が関係を公に出来ない相手の場合、119番通報がなされず迅速な医療的処置を受けられず死に至る場合がある。ただし医師が診察した場合には医師法第21条で異状死として届出義務がある。

## 死因
他の突然死と同様に、持病や生活習慣病等の疾患が直接的な死因であることが多い。それらを性交中の性的興奮で悪化させて死に至るのである。こういった「肉体的な機能不全」の原因としては上野正彦が報告した約500例における統計では過半数が心血管系の問題であり、脳血管系は半数をやや下回る。それ以外の死因は1%程度である。(上野正彦 1963)によれば34例中、心臓死 20例、脳血管死 14例と報告されている。
- 例
  - 元々高血圧の人が血圧が上がり過ぎたために、脳血管障害を起こす[6]。
  - 心臓に何らかの疾患がある人が心拍数が上昇し過ぎるなどして心拍異常となり、最終的に心停止する。

## 傾向
春先に多く約7割が結婚相手か愛人など交際相手となっており、また長期出張から帰ったばかりなど過労気味のところで、無理に及んだ結果として亡くなる傾向も見られる。また30%が行為前に飲酒している。特に前述の通り、慢性病を持った人が極端な年齢差のある若い相手と行為に及ぶなど、普段よりも極端に性的興奮が増している場合に、無理がたたって致命的な事態に陥る傾向が見出せる。また婚姻外の関係が8割との報告もある。

## 広義の腹上死
性交は非常に体力を消耗する運動であるため、心臓疾患のある人などは方法を工夫して過度に体力を消耗しないような工夫が必要である。心臓疾患のため血管を広げて発作を緩和する硝酸系薬剤を使用している人が、バイアグラを使用しての性交時、それらの相互作用によって循環器障害（心臓疾患の発作など）を発生させるケースが報告されている（バイアグラの項を参照）。
このような副次的要因によって死亡しても、しばしば一般には腹上死と見なされる場合も見られる。中には性交中の事故（交通事故や感電事故など）によって死亡しても、広義の腹上死とみなされるケースも見られる。

## 腹上死で死亡したとされる人物
- ヨハネス12世は964年5月14日に、女性と性交中に麻痺性脳卒中を起こして亡くなったという。しかし、その女性の夫がヨハネスを窓から突き落としたか、行為の最中にハンマーで殴り殺したために亡くなった可能性もある[11]。

- イギリスの首相ヘンリー・ジョン・テンプルは、1865年に亡くなったが、死の直接の状況について、メイドとビリヤード台で性行為をしたことが彼の死因だという説がある[12] 。一方で肺炎で亡くなったとの異論もある[13]。

- 1895年から1899年までフランス大統領を務めたフェリックス・フォールは、愛人にフェラチオを受けている最中に脳出血で死亡したとされている。目撃者によると、彼は半裸の状態だったという。この説には歴史家の間で異論がある[12][14]。

- 元アメリカ合衆国副大統領のネルソン・ロックフェラーは1979年に70歳で心臓発作で死亡したが、死因は秘書との性交中にオーガズムに達したためと噂されている。彼の死に関する当時の説明は大きく異なり、急いで火葬されたため、正確な死因は不明である[15]。

- 戸川猪佐武は、牧太郎によると、戸川はホテルの部屋で性交中に死亡したという。戸川の弟、菊村到も戸川は性交中に死亡したと語っている。

- 俳優のパトリック・トラウトンは、1987年3月28日にホテルの部屋で心臓発作で亡くなった。彼が参加していたコンベンションで出会ったファンと性交中に亡くなったという噂が強く流れた[16]。

## 腹上死を主題とした作品
本節では、単独の作品として腹上死を主題にした作品を挙げる。
- BODY/ボディ（映画・1992年・主演：マドンナ） - ある老人が愛人との激しい行為で急死し、老人が心臓病と知りつつ激しい行為を求めた愛人の罪が問われることになる内容。
- Wの悲劇 (映画) - 有名女優の身代わりにパトロン男性の腹上死を隠す片棒を担ぐことになった駆け出し女優が有名女優の裏工作により大役を手にするものの、追い落とされた女優に真相を暴露される。
- 快楽の罠（漫画・山川純一） - 高血圧の持病を持つ社長をゲイセックスにより腹上死させ、現金の詰まったトランクを奪おうと企む内容。
- 17歳 (映画) - 売春に手を染める17歳の少女。売春相手が腹上死したことで家族にバレてしまう。
- 『鍵』 谷崎潤一郎、1956年、中央公論社[17]。